# カステッロ・ディ・セッラヴァッレ
カステッロ・ディ・セッラヴァッレ（伊: Castello di Serravalle）は、イタリア共和国エミリア＝ロマーニャ州ボローニャ県に存在した基礎自治体（コムーネ）。
2014年1月1日に、バッツァーノ、クレスペッラーノ、モンテヴェーリオ、サヴィーニョと合併して、バルサモッジャとなった。